# Murilo (ö)
Murilo är en ö i Mikronesiska federationen.   Den ligger i kommunen Murilo Municipality och delstaten Chuuk, i den västra delen av landet, 700 km väster om huvudstaden Palikir. Arean är 0,52 kvadratkilometer.
Terrängen på Murilo är mycket platt. Öns högsta punkt är 15 meter över havet. Den sträcker sig 1,2 kilometer i nord-sydlig riktning, och 0,6 kilometer i öst-västlig riktning.
Följande samhällen finns på Murilo:
- Murilo